# Förrådskvalster
Förrådskvalster är samlingsnamn för ett antal familjer "lårkvalster" (Acariformes), som lever i eller av lagrade matvaror såsom ost och mjöl eller torkade livsmedel som frukt, kött och fisk. Arterna är inte produktspecifika utan förekommer i olika varor. Viktigast är familjen or med släktena Acarus och Tyrophagus. Glycyphagidae klassas ibland som egen familj, dit bland andra arten "husor" förs.
Vissa förrådskvalster livnär sig främst på säd och andra växtdelar och hittas därför i bagerier, sädesupplag, lador och kök. Andra förrådskvalster livnär sig på olika mögelsorter och förekommer ofta i stall- och ladugårdsmiljöer, t.ex. i fuktskadat spannmål.
Dessa kvalster är skadedjur med ekonomisk betydelse för att de dels orsakar allergier, dels förstör lagrade livsmedel och foder, inte minst i utvecklingsländer.